# 小行星6709
小行星6709（英語：6709 Hiromiyuki）是一颗围绕太阳公转的小行星。1989年2月2日，M. Arai、H. Mori在寄居町发现了此天体。
这颗小行星的绝对星等为343.55668等。